# Вітроенергетика

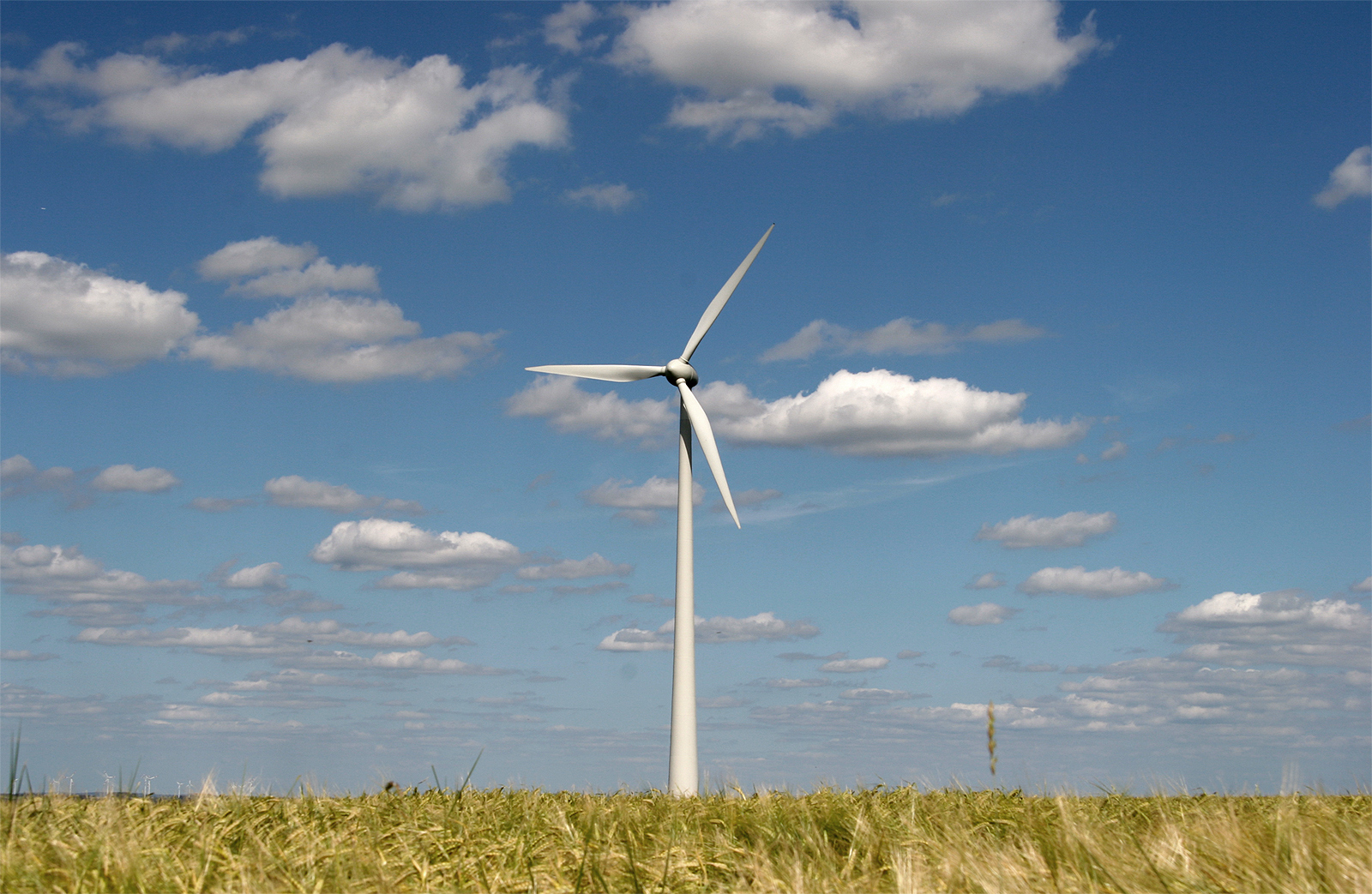
Сучасний вітрогенератор

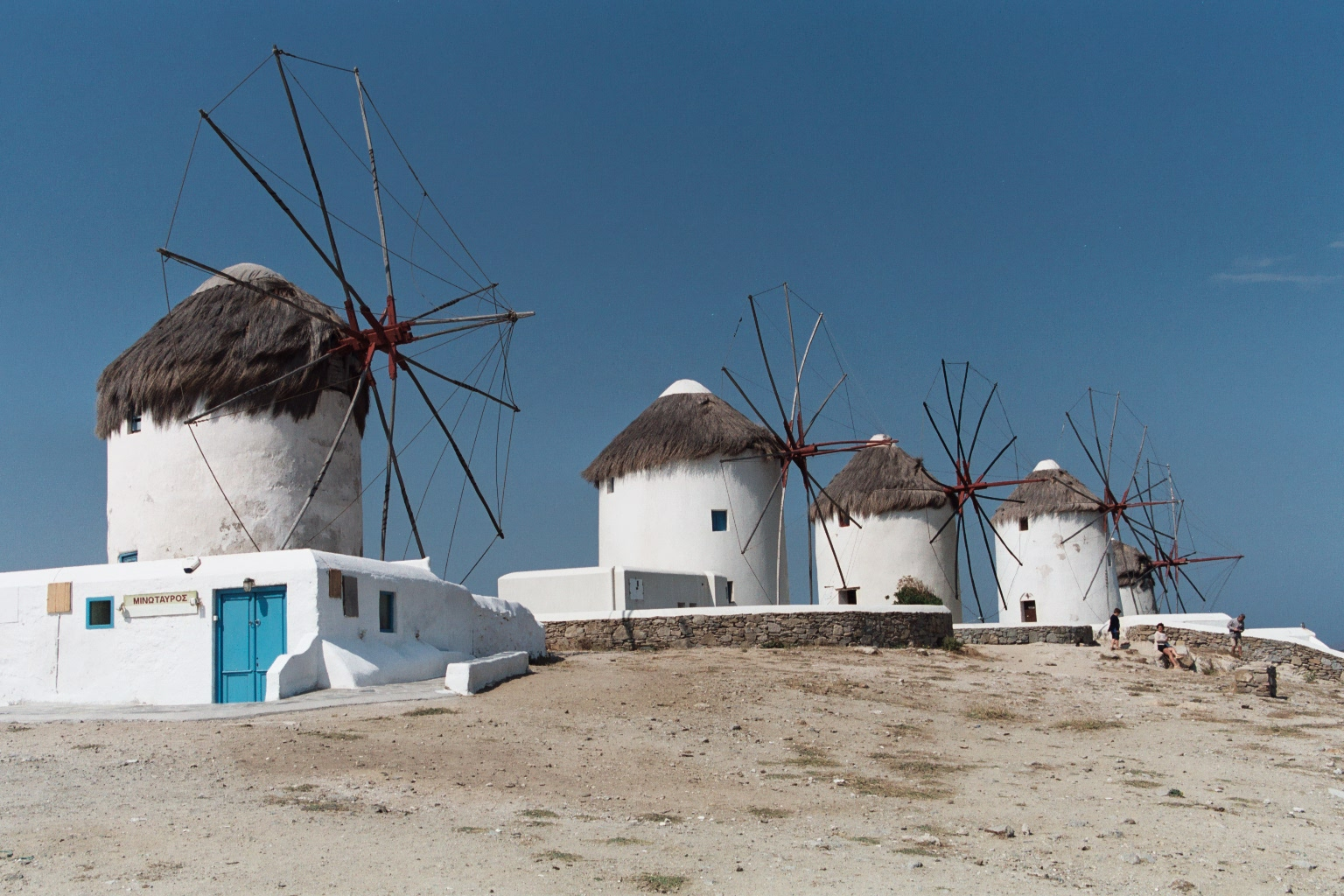
Вітряки в Греції

Вітроенерге́тика — галузь відновлюваної енергетики, яка спеціалізується на використанні кінетичної енергії вітру.
Вітер як джерело енергії є непрямою формою сонячної енергії, і тому належить до відновлюваних джерел енергії. Використання енергії вітру є одним із найдавніших відомих способів використання енергії із навколишнього середовища, і було відоме ще в давні часи.

## Історія використання вітру та повітря
Одним з найперших винаходів використання вітру було вітрило десь у 5-му тисячолітті до н. е. У першому сторіччі до нашої ери давньогрецький вчений Герон Александрійський винайшов вітряк, що керував органом.

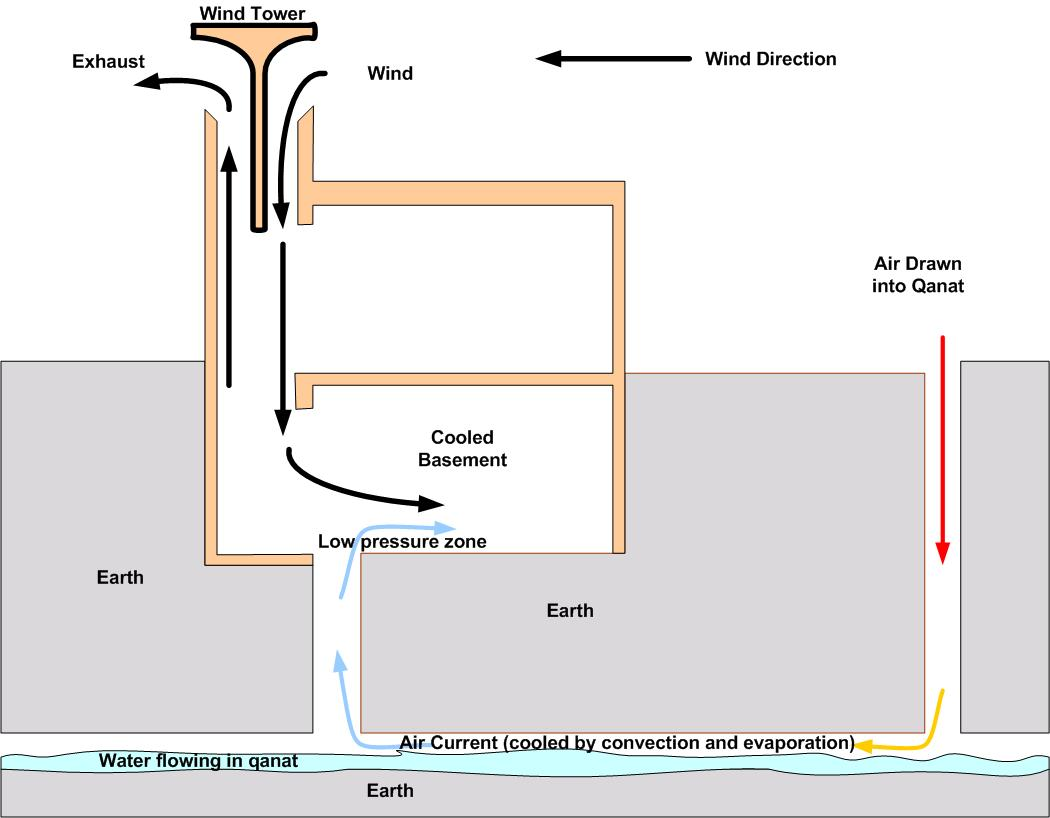
Модель старовинної системи кондиціювання

У середньовіччі були винайдені вітряні млини для переробки зерна. Вважається, що перші вітряки були збудовані в Сістані, десь між сучасним Іраном та Афганістаном, між IX та VII ст. до н. е. Вони мали вертикальну вісь, від 6 до 12 крил із полотна або очерету та використовувались як млини та помпи для води.
У будівництві феномен вітру в давнину також застосовували для природної вентиляції та охолодження повітря у сухих та жарких країнах Середньої Азії.
В останні роки енергія вітру все ширше використовується для одержання електроенергії. Створюються вітряки великої потужності і встановлюються на місцевості, де дмуть часті й сильні вітри. Кількість і якість таких двигунів зростає щорічно, налагоджене серійне виробництво. Щоб найкраще використати вітряну енергію, важливо враховувати добові та сезонні зміни вітру, розподіл швидкості вітру залежно від висоти над поверхнею землі, кількість поривів вітру за короткі відрізки часу. Сучасна технологія дозволяє використовувати тільки горизонтальні вітри, що розташовані близько до поверхні землі та мають швидкість від 12 до 65 км/год.

## Загальна характеристика вітроенергетики

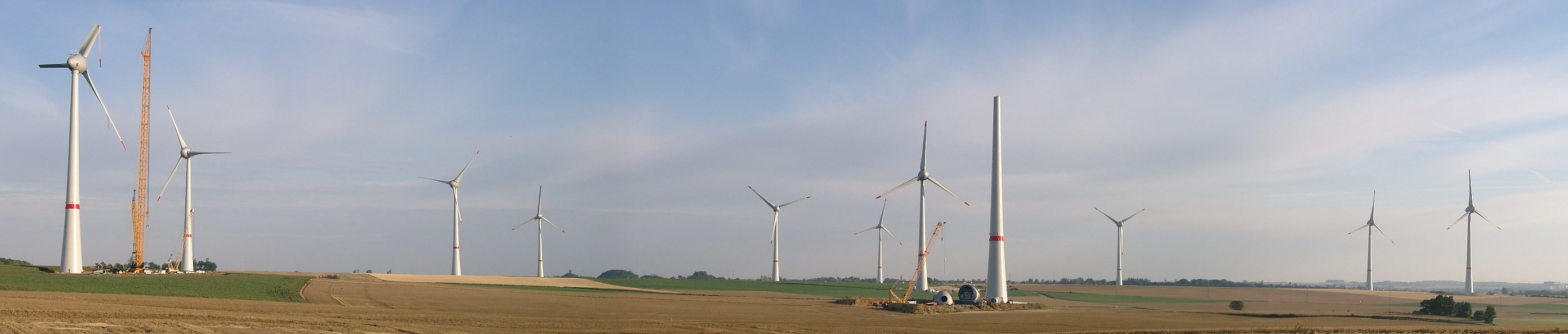
7,5 МВт вітротурбіни в Бельгії, липень 2010

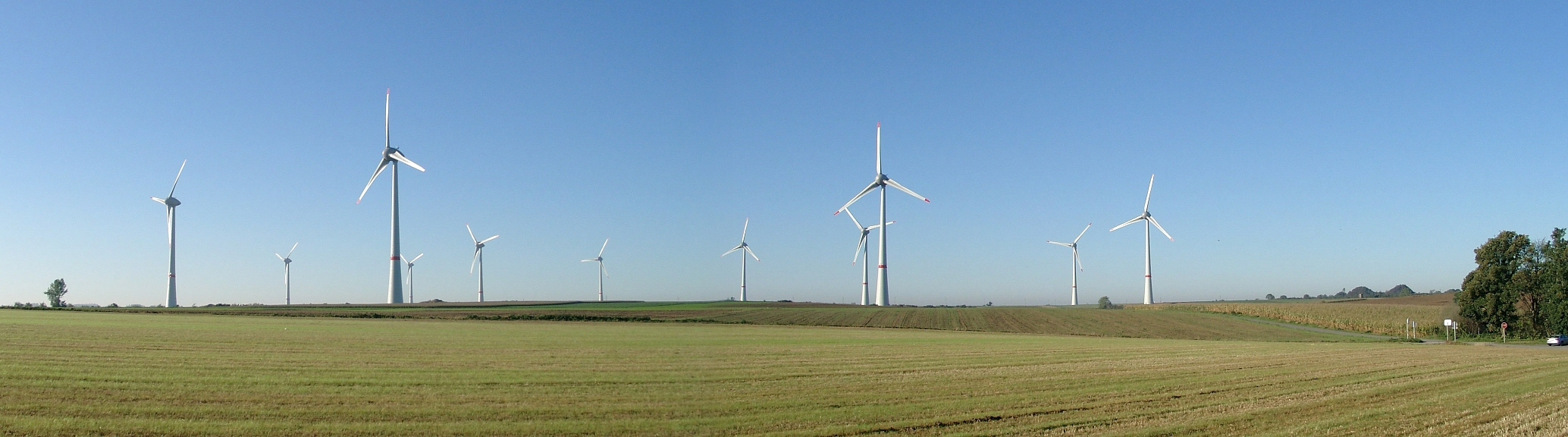
Завершені 11 х 7,5 МВт вітрових турбін Enercon E-126 Estinnes в Бельгії, 10 жовтня 2010

Світовим лідером з використання енергії вітру є Німеччина. Тільки за перші 6 місяців 2001 року в ФРН було збудовано 673 нові вітрові електричні установки. Загальна кількість «вітряків» у Німеччині становить понад 10 тисяч, а їх загальна сукупна потужність досягла 6900 МВт. У Нижній Саксонії працює близько 2000 таких установок, які виробляють близько 8 % електроенергії. Розроблено проєкт, згідно з яким у 2004—2005 роках почалося будівництво чотирьох промислових вітрових парків у Балтійському морі і десятьох — у Північному. Перші експериментальні станції з'явилися у морі на насипних островах у 2003 році. До 2010 року частка екологічно чистої енергії в енергетичному балансі Німеччини може зрости до 10 відсотків. В Данії близько чверті електроенергії отримують на ВЕС.
Станом на кінець 2007 р., загальна потужність встановлених вітрових турбін у світі становила 94,1 гігават. Не зважаючи на те, що отримана електрична енергія становить 1 % від обсягу споживання електричної енергії у світі, приблизно 19 % виробленої в Данії електричної енергії отримано від енергії вітру, 9 % в Іспанії та Португалії, 6 % в Німеччині та Ірландії (дані за 2007 рік). У глобальному вимірі виробництво електричної енергії на основі енергії вітру зросло в п'ять разів від 2000 до 2007 року.
| Вітроенергетичні потужності за підсумками 2009 року | Вітроенергетичні потужності за підсумками 2009 року | Вітроенергетичні потужності за підсумками 2009 року | Вітроенергетичні потужності за підсумками 2009 року | Вітроенергетичні потужності за підсумками 2009 року |
| Місце                                               | Країна                                              | Енергопотенціал на шельфі, МВт                      | Потужності, на шельфі, МВт (2009)                   | Зростання, %                                        |
| --------------------------------------------------- | --------------------------------------------------- | --------------------------------------------------- | --------------------------------------------------- | --------------------------------------------------- |
| 1                                                   | Велика Британія                                     | 688                                                 | 104                                                 | 18,1                                                |
| 2                                                   | Данія                                               | 663,6                                               | 237                                                 | 55,6                                                |
| 3                                                   | Нідерланди                                          | 247                                                 | 0                                                   | 0                                                   |
| 4                                                   | Швеція                                              | 164                                                 | 30                                                  | 22,4                                                |
| 5                                                   | Німеччина                                           | 72                                                  | 60                                                  | 500                                                 |
| б                                                   | Бельгія                                             | 30                                                  | 0                                                   | 0                                                   |
| 7                                                   | Фінляндія                                           | 30                                                  | 0                                                   | 0                                                   |
| 8                                                   | Ірландія                                            | 25                                                  | 0                                                   | 0                                                   |
| 9                                                   | Китай                                               | 23                                                  | 21                                                  | 1050                                                |
| 10                                                  | Іспанія                                             | 10                                                  | 0                                                   | 0                                                   |
| 11                                                  | Норвегія                                            | 2,3                                                 | 2,3                                                 |                                                     |
| 12                                                  | Японія                                              | 1                                                   | 0                                                   | 0                                                   |
| Загалом                                             |                                                     | 1955,9                                              | 454,3                                               | 30,5                                                |

## Вітроенергетика за країнами

### Європейський Союз
Станом на кінець 2014 року на вітроелектрогенерацію ЄС припадало 128,8 ГВт встановлених потужностей із 134,0 ГВт загалом у Європі (106,0 ГВт та 109,6 ГВт відповідно для 2012 року). Дані потужності забезпечують майже 10 % виробництва електроенергії Євросоюзу. У таких країнах як Данія та Шотландія вітрогенерація виробляє більше третини електроенергії.

#### Данія
У Данії в 2015 році вітрогенерація забезпечила 42,1 % споживання електроенергії, в порівнянні із 39,1 % у попередньому році.

#### Португалія
У Португалії в 2014 році вітрогенерація забезпечила 25,7 % споживання електроенергії, що практично збіглося з рівнем попереднього року. За 2014 р. було встановлено 222 МВт потужностей, тоді як у 2013 році цей показник становив 184 МВт. Майже 100 % потужностей вітроенергетики Португалії відносяться до наземних. У 2015 році Євросоюз виділив 30 млн євро на створення експериментальної плавучої вітроелектростанції потужністю 25 МВт.

#### Ірландія
В Ірландії в 2015 році вітрогенерація забезпечила 23 % споживання електроенергії, порівняно з 17,7 % у попередньому році. За 2014 р. було встановлено 222 МВт потужностей, тоді як у 2013 році цей показник становив 343 МВт. Станом на березень 2015 року майже 99 % потужностей вітроенергетики Ірландії відносилось до наземних.

#### Іспанія
В Іспанії в 2015 році вітрогенерація забезпечила 19 % споживання електроенергії, що дещо менше, ніж в попередньому році, коли її частка склала 21 %. Після проведеної у 2014 році реформи, яка внесла суттєві зміни до правил субсидіювання галузі, зростання вітроенергетики в Іспанії фактично зупинилось. Так, за 2014 р. було встановлено лише 27 МВт потужностей (близько 0,12 % від загальної досягнутої потужності 22 986 МВт), а в першій половині 2015 р. введення нових потужностей взагалі не відбувалось. Представники галузі покладають сподівання на запланований урядом тендер на заміну та встановлення нових вітрогенеруючих потужностей обсягом 500 МВт, умови якого повинні були бути оголошені у другій половині 2015 року. Подібні тендери мають започаткувати нову модель розвитку вітроенергетики, якій за оцінкою іспанського міністерства енергетики необхідно встановити не менше 4553 МВт потужностей до 2020 року для досягнення поставлених цілей з використання відновлюваних джерел енергії. Майже 100 % потужностей вітроенергетики Іспанії відносяться до наземних. У 2014 році Євросоюз виділив 67 млн євро на створення двох експериментальних плавучих вітроелектростанцій потужністю 51 МВт.

#### Німеччина
У Німеччині в 2015 році вітрогенерація забезпечила 13,3 % виробництва електроенергії, порівняно з 8,9 % у попередньому році. За 2014 р. було встановлено 5279 МВт потужностей, тоді як у 2013 році цей показник становив 3278 МВт. У першій половині 2015 р. обсяг встановлення наземних вітрогенераторів впав на третину, що пояснювалось високою порівняльною базою аналогічного періоду попереднього року, коли на галузь суттєвий вплив мало бажання встигнути до запровадження у серпні 2014 року серйозних змін у моделі субсидіювання. Усього за підсумками 2015 р. було встановлено 3730 МВт наземних установок, що на 21,3 % менше ніж у 2014р. Утім, загальний обсяг нових вітроенергетичних потужностей перевищить показники попереднього року, оскільки оффшорні проєкти забезпечили за перші сім місяців 2015 р. рекордний приріст потужностей на 1770 МВт (водночас станом на кінець 2014 р. на оффоршну складову поки припадало лише 2,5 % потужностей). Наразі в Німеччині відбувається реформа вітроенергетики, яка передбачає перехід до північноамериканської системи тендерів. Очікується, що нові умови розвитку галузі будуть встановлені у 2016 році.

#### Фінляндія
В 2024 році у Фінляндії відбувся історичний поворот у виробництві електрики – вітрова енергія перевершила гідроенергію. Як повідомила телерадіокомпанія Yle, за допомогою вітру в країні вже виробляють близько 1/5 частини електрики, а в найкращі дні – навіть більше половини.

### Велика Британія
У Великій Британії в 2015 році вітрогенерація забезпечила 11 % виробництва електроенергії, порівняно з 9,5 % у попередньому році. За 2015 р. було встановлено 1464 МВт потужностей, що незначно менше ніж у 2014 році, коли цей показник становив 1499 МВт. Водночас 72 % встановлених потужностей у 2015 р. прийшлося на оффшорні вітроелектростанції порівняно з 36 % за 2013—2014 рр. При цьому оффшорна складова вітроенергетики забезпечила у 2015 р. 47 % виробництва при 42 % у 2014 р.. Британський уряд планує в рамках реформ, спрямованих на переведення відновлюваної енергетики на самоокупність, припинити з квітня 2016 р. субсидіювання наземної вітроенегетики та наголошує на підтримці розвитку оффшорних вітроелектростанцій. Такі плани викликали занепокоєння в Шотландії, яка задекларувала наміри досягнути до 2020 року 100%-го виробництва електроенергії з відновлюваних джерел. Для цього суттєве значення має шотландська вітроенергетика, майже всі потужності якої відносяться до наземної складової (5131 МВт або 96 % станом на березень 2015 року) та на яку в 2014 році прийшлось 30 % виробництва електроенергії. Водночас Шотландія має наміри розвивати й оффшорну вітроенегетику, зокрема, у 2017 р. очікується встановлення плавучої вітроелектростанції потужністю 30 МВт.
| Мапа вітроенергетики Європи в 2012 році |
| --- |
| Україна (276) Німеччина (31 308) Росія (15) Білорусь (0) Литва (225) Латвія (68) Естонія (269) Польща (2497) Словаччина (3) Швеція (3745) Фінляндія (288) Норвегія (703) Данія (4162) Молдова (0) Румунія (1906) Болгарія (684) Туреччина (2312) Греція (1749) Чехія (260) Угорщина (329) Австрія (1378) Бельгія (1375) Голландія (2391) Італія (8144) Хорватія (180) Франція(7564) Іспанія (22 796) Португалія (4525) Британія (8445) Ірландія (1738) Кіпр (147)class=notpageimage\| Встановлена потужність вітроелектрогенерації країн Європи (МВт) |

Вітроенергетика Єврокомісією віднесена до одних з пріоритетних напрямів розвитку електрогенерації. Щорічне зростання потужностей становить 13,1 %.
Потужності вітроелектростанцій ЄС
| Рік                           | 2008 | 2009 | 2010 | 2011 | 2012  |
| ----------------------------- | ---- | ---- | ---- | ---- | ----- |
| Встановлені потужності, (ГВт) | 64,7 | 75,1 | 84,3 | 94,4 | 106,4 |

Виробництво турбін: Vestas, Gamesa, Enercon, Siemens Wind Power, Nordex

### Сполучені Штати Америки
Вітроенергетика — галузь економіки, яка бурхливо розвивається в США. У 2012 році 41,6 % зі всіх новозбудованих потужностей електрогенерації, становили ВЕС, ще 14,4 % — СЕС, ГЕС, Біогазові станції. Станом на 1-ше півріччя 2013 року, у США діє найпотужніша вітрова електростанція «Альта» — 1,320 ГВт. Загалом встановлені потужності ВЕС в 2012 році сягнули понад 60 ГВт, серед штатів найбільше вітроагрегатів зосереджено в Техасі (12,2 ГВт), Каліфорнії (5,5 ГВт), Айові (5,1 ГВт), Іллінойсі (3,6 ГВт). У 2012 році виробництво електроенергії ВЕС становило в 14 разів більше ніж в 2002—140 млрд кВт·год. Майже стільки ж виробляє енергосистема такої держави, як Польща.
Восени 2024 року, за повідомленням видання Interesting Engineering, американська компанія «Airloom Energy» створила прототип нового вітряка, де замість трьох лопатей струм генеруватимуть «крила». Пілотний проєкт заплановано на літо 2025 року у штаті Вайомінг (США) за підтримки Breakthrough Energy Ventures. Нова конструкція вітряка є вдесятеро дешевшою та простішою в монтажі, ніж традиційні турбіни та здатна генерувати значно дешевшу електроенергію.
Вітроенергетика в США
| Рік                                      | 2000 | 2005 | 2008 | 2009 | 2010  | 2011  | 2012  |
| ---------------------------------------- | ---- | ---- | ---- | ---- | ----- | ----- | ----- |
| Встановлені потужності, ГВт              | 2,5  | 9,15 | 25,4 | 34,7 | 40,18 | 46,9  | 60,0  |
| Виробництво електроенергії, млрд кВт·год | 5,6  | 17,8 | 55,4 | 73,9 | 94,7  | 120,2 | 140,1 |

Виробництво турбін: GE Energy

### Китайська Народна Республіка
Вітроенергетика Китаю порівняно з ЄС та США розпочала розвиватися дещо пізніше, однак швидко надолужує втрачене. У 2012 році вона зайняла 35 % світового ринку введених в експлуатацію ВЕС — 15,9 ГВт. Потужність ВЕС Китаю сягнула 75 ГВт, випередивши США.
8 жовтня 2024 року (UTC+8) китайська компанія SANY Renewable Energy Co., Ltd успішно встановила наземну вітряну турбіну власної розробки SI-270150 потужністю 15 МВт у Тонгуй, провінція Цзілінь. Це видатне досягнення встановило два нові світові рекорди за найбільшою одиничною потужністю та найбільшим діаметром ротора для наземних турбін. Ця берегова вітрова турбіна потужністю 15 МВт є флагманським продуктом, розробленим на платформі 12.X-16.X МВт. Турбіна має подовжений проєктний термін служби від 25 до 30 років, діаметр ротора 270 м і довжину лопаті 131 м, з максимальною площею охоплення 57 256 м², що дозволяє одному блоку генерувати електроенергію, достатню для живлення 160 000 домогосподарств протягом року. Турбіна SI-270150 має легку конструкцію та інтелектуальні технології зменшення навантаження, які зменшують загальне навантаження та полегшують наземне транспортування на великі відстані. Його трансмісія оснащена подвійною інтегрованою системою підтримки головного вала TRB, що забезпечує високу несучу здатність і стабільність. Прототип вітрової турбіни потужністю 15 МВт тепер проходитиме понад рік робочих випробувань на експериментальній вітряній електростанції, щоб ретельно перевірити надійність її компонентів і всієї системи в реальних умовах.
До Виробництва турбін в Китаї також залучені наступні компанії: Sinovel, Goldwind, Ming Yang.

### Україна
Процес будівництва української вітроенергетики розпочався у 1996 році, коли була зпроєктована Новоазовська ВЕС проєктною потужністю 50 МВт. У 1997 році запрацювала Трускавецька ВЕС. У 2000 році в Україні працювало вже 134 турбіни та закладено близько 100 фундаментів під турбіни потужністю 100 кВт. У 1998—1999 роках стали до ладу три нові ВЕС.
Значне зростання будівництва вітроелектростанцій спостерігається з 2009 року після запровадження Урядом України «Зеленого тарифу».
На кінець 2012 року сумарна потужність вітроелектростанцій в Україні вже становила майже 263 МВт, які протягом 2012 року виробили 288,2 млн кВт·год електроенергії, що в 3,2 раза більше, ніж у попередньому році (89,5 млн кВт·год).
Виробництво національних вітрогенераторів налагоджено на «Південмаші» у Дніпропетровську де збудували турбіну потужністю 1,0 МВт, яка встановлена зокрема на Новоазовській ВЕС. Наразі будівництво вітротурбін також здійснює спільне українське підприємство ТОВ «Фурлендер Віндтехнолоджі», яке володіє ліцензіями на виробництво турбін потужністю 2,05, 2,5 та 3,0 МВт і в 2016 році розпочне виробництво однієї з найсучасніших вітроустановок світу зі встановленою потужністю в 3,3 МВт.
Дане підприємство побудувало та ввело в експлуатацію першу вітрову електростанцію потужністю 45 МВт у Казахстані.
На 2013 рік в Україні діють десятки вітроелектростанцій (ВЕС), оснащених як імпортними, так й власними вітроагрегатами.

## Обмеження існуючих технологій та систем вітроенергетики

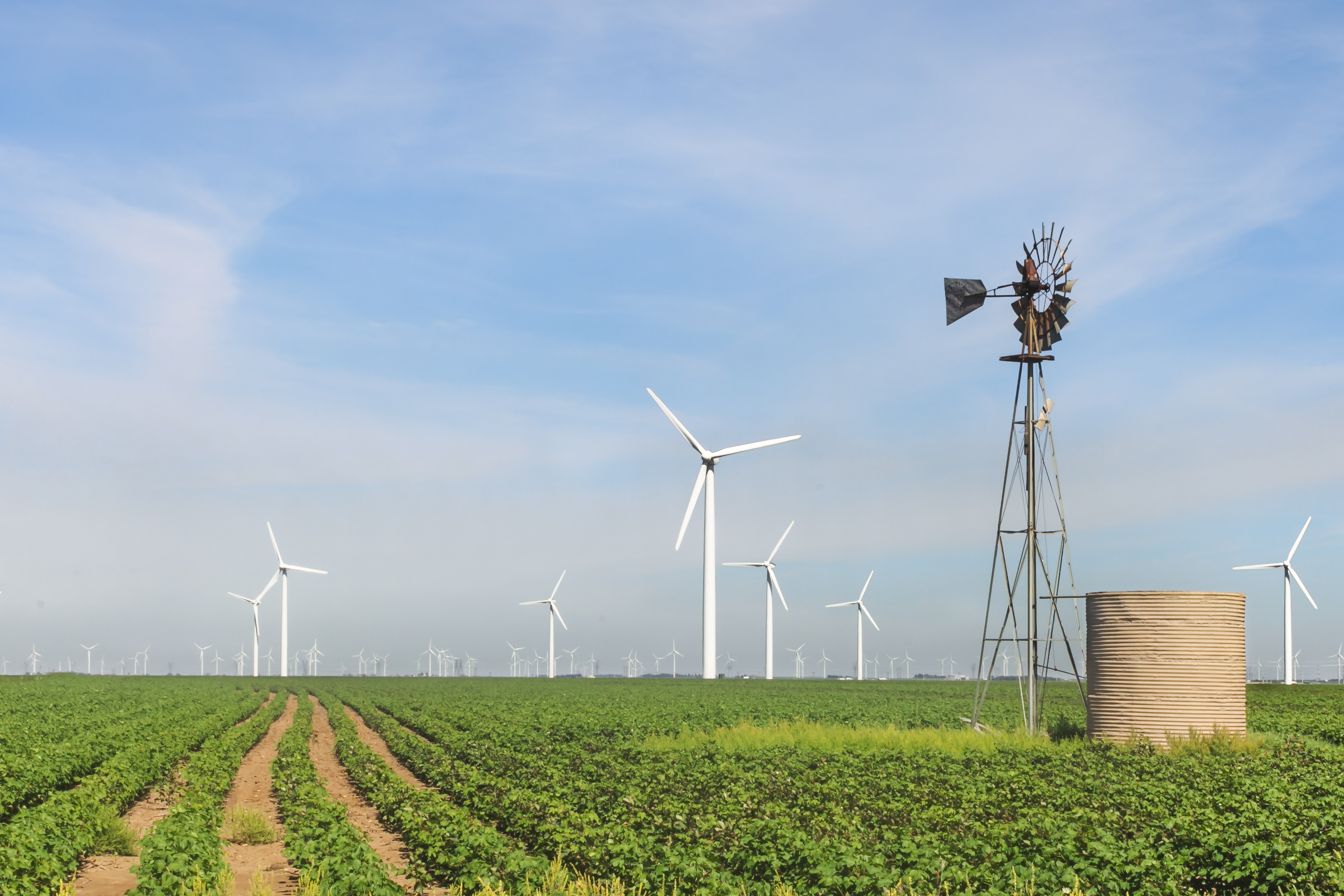
Roscoe Wind Farm in West Texas

Досвід експлуатації висвітлив переваги, проте, засвідчив і суттєві вади існуючих систем енергетики. Оскільки енергетичні перетворення в системах відбуваються за допомогою масивних рухомих елементів (роторів), це обумовлює їх високу інерційність та необхідність періодичного обслуговування протягом всього строку експлуатації.
З іншої сторони, існуючі енергетичні об'єкти зазвичай є системами непрямої дії. Вони потребують подвійного і навіть потрійного проміжного перетворення енергії. Наприклад, у вітрових електростанціях механічна кінетична енергія водяного або повітряного потоку спочатку обертається у кінетичну енергію роторів гідро- та вітротурбін. Унаслідок перехідних енергетичних трансформацій схеми електростанцій ускладнюються і знижується їх виробнича ефективність (коефіцієнт корисної дії).
На додаток, велетенські енергетичні об'єкти породжують суттєві екологічні проблеми, зокрема викиди парникових газів і забруднення довкілля у разі використання викопного органічного палива, запаси якого, до речі, на Землі швидко скорочуються. Значні капіталовкладення у фундаментальні та прикладні дослідження дали змогу кількісно накопичити нові знання, утім, до цього часу не забезпечили якісного прориву у створенні енергоефективних та доступних систем відновлюваної енергії. І в подальшому можливості підвищення енергоефективності макроскопічних систем будуть звужуватися через невідповідність якості конструктивних матеріалів умовам їх використання.
Розрахунки свідчать, що навіть прогрес у створенні енергетичних перетворювачів, окремі удосконалення як то вітротурбінні гідроакумулювальні електростанції, вітротурбінні системи виробництва й постачання тепла населеним пунктам, промисловим та агропромисловим об'єктам кількісне їх нарощування не в змозі кардинально вирішити назрілі проблеми макроскопічної енергетики в рамках класичних положень гідромеханіки та термодинаміки.
Вітрові ресурси, які живлять роботу вітрових електростанцій, є також обмеженими і часто географічно віддаленими від місць споживання.
Попри те, що 18—68 ТВт вітрових ресурсів є технічно досяжними та економічно доцільними для використання, світова частка освоєного потенціалу на кінець 2018 року становила лише 597 ГВт.
Наявних у людства ресурсів недостатньо для задоволення потреб суспільства в електричній енергії. Не відповідають вони повною мірою і вимогам сталого розвитку. Магістральним шляхом подолання проблем розвитку галузі є вдосконалення існуючих та створення принципово нових технологій виробництва кінцевої електричної енергії із застосуванням глибинних енергетичних перетворень, які б дали б змогу використовувати новітні джерела відновлюваної енергії, а також раніше технічно недоступний та економічно недоцільний енергетичний потенціал.
Альтернативою макроскопічній вітроенергетиці може стати молекулярна вітроенергетика.

## Молекулярна вітроенергетика
Молекулярна вітроенергетика (англ. molecular wind power) — складова частина молекулярної енергетики, що вивчає та використовує відновлювані енергетичні властивості швидких молекул, атомів, йонів, інших малих частинок газового повітряного середовища, взаємодію цих частинок між собою, з іншими тілами а також з електричними та магнітними полями з метою вироблення, накопичення, передачі та розподілу електричної енергії.

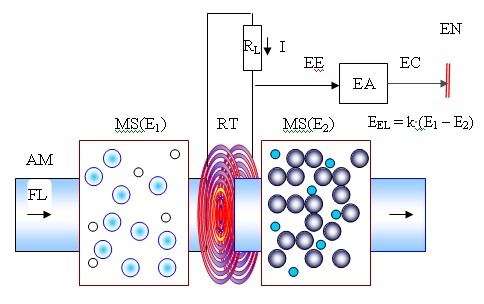
Узагальнена схема молекулярної системи вітроенергетики.

Ключовим поняттям молекулярної вітроенергетики є молекулярна системаенергії — певний об'єм газової повітряної суміші, що володіє точно визначеними фізико-хімічними параметрами та характеристиками, зокрема, внутрішньою енергією молекул газової повітряної суміші, швидкістю, довжиною вільного пробігу, частотою співударів молекул та їх енергією на кордоні фаз. У рамках молекулярної вітроенергетики вивчаються молекулярні системи повітряної газової суміші, встановлюються їх енергетичні параметри та характеристики, створюються й досліджуються способи (технології) молекулярної вітроенергетики та технічні системи (засоби) молекулярної вітроенергетики, які дозволяють перетворити кінетичну енергію теплового руху швидких молекул повітря в електричну енергію безпосередньо або ж опосередковано.
Молекулярна вітроенергетика є складовою частиною класичної вітроенергетики, в основі якої лежать закони газодинаміки (аеродинаміки), що описують рух повітря та його взаємодію з твердими тілами, а також закони аеростатики, що оцінюють рівновагу повітря та його дію на занурені в нього тіла. У розрахунках параметрів та характеристик систем молекулярної вітроенергетики поряд з енергетичними характеристиками швидких молекул повітря, силами взаємодії цих молекул між собою та з іншими тілами використовуються макроскопічні параметри (швидкість, тиск, густина) потоків повітря. Резерви внутрішньої енергії, що криються в газовому повітряному середовищі, суттєво перевищують рівні енергії, які сьогодні доступні для освоєння макроскопічними вітроенергетичними технологіями.
Для ефективного перетворення енергії молекул газової повітряної суміші велектричну енергію можна використати відомі фізичні явища: іонізації атомів та молекул активної речовини під дією швидких молекул повітря, зокрема:
- явище ступінчато-ударної йонізації;
- термоелектричний ефект Зеебека — виникнення термо-ЕРС у молекулярній структурі під тепловою дією швидких молекул повітря;
- сорбційний ефект — виникнення термо-ЕРС у сорбційній молекулярній структурі при поглинанні швидких молекул повітря;
- прямий п'єзоелектричний ефект — виникнення електричних зарядів на гранях певних кристалів при деформації;
- зворотний магнітострикційний ефект (магнетопружний ефект Вілларі) — зміна намагніченості певних матеріалів під  впливом механічних напружень.

Ці фізичні явища окремо або в поєднанні з іншими застосовні для створення високоефективних молекулярних систем вітроенергетики. В основі роботи молекулярних систем вітроенергетики лежать закони молекулярної фізики, кінетичної теорії газів, квантової хімії,фізики і хімії поверхні, молекулярної гідродинаміки, термодинаміки таелектродинаміки, хімічного інжинірингу та матеріалознавства.
Методологія розрахунків та побудови ключових енергогенеруючих елементів молекулярної вітроенергетики відрізняється від звичних підходів, які використовуються при створенні систем класичної вітроенергетики.

### Організації
- (укр.) (англ.) (рос.) Українська вітроенергетична асоціація. [Архівовано 14 квітня 2022 у Wayback Machine.] — недержавна та неприбуткова асоціація, метою якої є просування вітроенергетичних технологій та захист інтересів вітроенергетичного сектора на національному та міжнародному рівнях.
- (англ.) Office of Energy Efficiency & Renewable Energy (EERE) [Архівовано 27 червня 2016 у Wayback Machine.] — Офіс енергоефективності та поновлюваних джерел енергії Міністерства енергетики США.
- (англ.) National Renewable Energy Laboratory (NREL) of the U.S. Department of Energy [Архівовано 19 липня 2016 у Wayback Machine.] — Національна лабораторія відновлюваної енергії Департаменту енергетики США. Провідний центр з питань відновлюваної енергетики США.
- (англ.) WAsP [Архівовано 4 липня 2016 у Wayback Machine.] — данська лабораторія з дослідження енергетичного потенціалу вітру в Європі й розробки програмного забезпечення.
- (англ.) (ісп.) (італ.) WindFarm [Архівовано 19 липня 2016 у Wayback Machine.] — лабораторія розробки програмного забезпечення для аналізу потенціалу використання вітру і проєктування ВЕС.
- (англ.) (нім.) DEWI [Архівовано 14 жовтня 2019 у Wayback Machine.] — Німецький інститут вітроенергетики.
- (англ.) California Energy Commission [Архівовано 13 липня 2016 у Wayback Machine.] — Комітет з енергетики штату Каліфорнія, штату-лідера з використання енергії вітру в США.

### Асоціації
- (англ.) WindEurope [Архівовано 18 серпня 2016 у Wayback Machine.] — Європейська асоціація вітроенергетики.
- (дан.) Danish Wind Industry Association [Архівовано 11 березня 2015 у Wayback Machine.] — Данська асоціація вітроенергетичної промисловості.
- (нім.) Bundesverband WindEnergie e.V. [Архівовано 22 червня 2016 у Wayback Machine.] — Німецька асоціація вітроенергетики.
- (англ.) RenewableUK [Архівовано 9 січня 2016 у Wayback Machine.] — Британська асоціація вітроенергетики.
- (англ.) AWEA — American Wind Energy Association [Архівовано 31 січня 2021 у Wayback Machine.] — Американська асоціація вітроенергетики.
- (англ.) Canadian Wind Energy Association [Архівовано 10 травня 2015 у Wayback Machine.] — Канадська асоціація вітроенергетики.

1. ↑  Книга 5. Електроенергетика та охорона навколишнього середовища. Функціонування енергетики в сучасному світі - Енергетика: історія, сучасність і майбутнє. energetika.in.ua. Процитовано 10 лютого 2023.